# Georgijevsk
Georgijevsk (ryska Гео́ргиевск) är en stad i Stavropol kraj i Ryssland. Folkmängden uppgick år 2015 till cirka 71 000 invånare.